# Riedelella gibsoni
Riedelella gibsoni är en plattmaskart som beskrevs av Timoshkin OA 200. Riedelella gibsoni ingår i släktet Riedelella och familjen Rhynchokarlingiidae. Inga underarter finns listade i Catalogue of Life.